# Теслюк, Денис Валерьевич
Дени́с Вале́рьевич Теслю́к (укр. Денис Валерійович Теслюк; род. 11 апреля 2003, Луцк) — украинский футболист, нападающий клуба «Оболонь».

## Биография
С 2014 по 2020 год выступал в ДЮФЛУ и юношеском чемпионате Волынской области за «Волынь». Весной 2020 года выступал за юношескую команду «лучан».
На профессиональном уровне дебютировал за «Волынь-2» 6 сентября 2020 года в победном (3:1) домашнем поединке 1-го тура группы А Второй лиги Украины против винницкой «Нивы». Денис вышел на поле на 59-й минуте, заменив Назария Богомаза. За первую команду «лучан» дебютировал 10 апреля 2021 в победном (2:0) домашнем поединке 21-го тура Первой лиги Украины против херсонского «Кристалла». Теслюк вышел на поле на 83-й минуте, заменив Богдана Орынчака. Первым голом в профессиональном футболе отличился 11 июня 2021 года на 81-й минуте (реализовал пенальти) ничейный (1:1) домашний поединок 26-го тура против «Ужгорода». Денис вышел на поле в стартовом составе и отыграл весь матч.